# ILoveMakonnen
Маконнен Камалі Шеран (англ. Makonnen Kamali Sheran, нар. 12 квітня 1989 року, Лос-Анджелес, Каліфорнія, Сполучені Штати Америки), більш відомий як iLoveMakonnen — американський репер. Найбільш відомий завдяки своєму синглу Tuesday 2014 року, який набув популярності після реміксу з канадським репером Дрейком. Після релізу в серпні того ж року він підписав контракт із лейблом Дрейка OVO Sound, сам лейбл того ж місяця став частиною Warner Records; після того, як лейбл перевидав трек, він посів 12-те місце у чарті Billboard Hot 100. Tuesday також отримала номінацію «Best Rap/Sung Collaboration» (укр. Найкраща реп або співоча колаборація) на 57-й щорічній церемонії вручення премії «Греммі». iLoveMakonnen розійшовся з OVO у 2016 році, а його наступні релізи не потрапляли у чарти.

## Біографія
Маконнен Камалі Шеран народився 12 квітня 1989 року на півдні Лос-Анджелеса, штат Каліфорнія, і був названий на честь Маконнена, батька Рас Тефері, який пізніше був коронований як ефіопський імператор Хайле Селассіє I. Його батько — іммігрант у першому поколінні з Белізу, який працював електриком, а мати була майстром манікюру, яка працювала в індустрії краси понад 30 років. В одному з інтерв'ю він розповів, що у нього змішане афроамериканське, індійське, ірландське, бельгійське, німецьке та китайське походження.
Хлопець зростав у Лос-Анджелесі, але у 13 років переїхав до Атланти через розлучення батьків. Там він пережив трагічну смерть близького друга на випуску у старшій школі.

## Кар'єра

### 2008-2013: Початки
Маконнен почав створювати пісні на своєму комп'ютері та завантажувати їх на MySpace. На цьому сайті він познайомився з перспективними музикантами, зокрема з Адель. Маконнен також створив блог, де публікував інтерв'ю з такими музикантами, як Lil B та Soulja Boy.
Після перебування під домашнім арештом після випадкового вбивства друга, він поступив до школи косметології та став учасником групи Phantom Posse. У січні 2012 року Маконнен познайомився з атлантським продюсером Mike Will Made It і сформував з ним нетривалі професійні відносини. Однак через щільний графік Майка вони не мали змоги часто бачитися, тож невдовзі їхні шляхи розійшлися.

### 2014: Здобуття слави
У березні 2014 року Mike Will Made It зацікавився творчістю Маконнена і запросив його на студію DTP, де він виконав кілька своїх пісень перед своїм колегою, продюсером Metro Boomin. Маконнен одразу сподобався Метро, і він продовжив підтримувати з ним зв'язок. Згодом, після спільного запису шести пісень, Метро привів своїх колег з Атланти — продюсерів Sonny Digital та 808 Mafia, які були напрочуд вражені Маконненом. Через два дні Маконнен записав з Sonny Digital пісню під назвою Don't Sell Molly No More, яка згодом поклала початок його музичній кар'єрі. Sonny Digital познайомив його з іншими продюсерами Атланти, такими як DJ Spinz, Dun Deal та Cammy Recklezz. Він почав здобувати локальну популярність завдяки таким пісням, як Living on the Southside, Sneaky Lady та My New Friend. Пізніше Маконнен потрапив до мікстейпу Mike Will під назвою Ransom.
У липні 2014 року співак випустив однойменний мініальбом ILoveMakonnen, до якого увійшли сингли Tuesday та I Don't Sell Molly No More. Останній з них зацікавив поп-виконавицю Майлі Сайрус, яка поділилася ним у своєму Instagram. Пост набрав понад 210 000 вподобань, що принесло Маконнену багато нових шанувальників. 15 серпня 2014 року журнал Vice включив його пісню Whip It до свого списку «Staff Picks for the Week», прокоментувавши її: «Голос Маконнена неймовірний! ... Як можна не кайфувати, слухаючи цю пісню?».
У серпні 2014 року, почувши Tuesday, Дрейк запитав одного з продюсерів пісні, Sonny Digital, чи можна йому зробити ремікс на цю пісню. Маконнен погодився вислати пісню Дрейкові, але не надто переймався цим. Але вже через два дні Дрейк опублікував ремікс. Маконнен пізніше прокоментував це так: «Ага, я був вражений. Шокований. Дрейк слухає Маконнена. Це було круто. Я був у захваті. Здивований, шокований. Просто приголомшений». Ремікс під простою назвою Tuesday швидко став вірусним і спричинив підвищений інтерес медіа до iLoveMakonnen.
У серпні 2014 року Маконнен з'явився в рубриці XXL «The Come Up», присвяченій новим виконавцям. Пізніше він заявив, що не шукає контрактів з великими лейблами, а натомість планує їздити в турне і записувати музику самотужки: «Я не дуже горю бажанням укладати контракт. Тому що лейбл просто відбере всю твою вільну музику, і тобі доведеться бути чиєюсь сучкою». 1 вересня 2014 року було оголошено, що Маконнен підписав контракт з лейблом Дрейка OVO Sound, який видає Warner Bros. Records.

### 2015-16: OVO Sound та iLoveMakonnen 2
В інтерв'ю для The Fader у грудні 2015 року, більш ніж через рік після підписання контракту з OVO Sound, Маконнен сказав, що лейбл затягував вихід треків з iLoveMakonnen 2. Пісня Second Chance, наприклад, була завершена в січні 2015 року і мала вийти влітку, але в підсумку була випущена Маконненом самостійно аж у листопаді 2015 року. Маконнен сказав: «Second Chance мала стати хітом літа цього року. Вона мала вийти, зворушити людей і приголомшити їх цього літа. А наступного року вони вже захочуть чогось іншого. Тепер уже пізно. Люди сумніваються в мені, сумніваються в тому, що я, блядь, говорив, коли робив цю срану пісню. Ти почекаєш рік, і вже все одно. Сподіваюся, все обійшлося. Пісня правильно структурована. У ній є все для того, щоб її можна було крутити на радіо і слухати знову й знов. Хто знає, що з того вийде? Я не знаю, чого вони, блядь, хочуть».
Маконнен також стверджував, що «надлишок сміття в індустрії» завадив Teach Me How To Whip It і No M'aam потрапити на радіо. На питання, чи спілкується він досі з Дрейком, Маконнен відповів: «Час від часу. До того часу, як це інтерв'ю вийде, я, можливо, побачу його ще разів шість, а може, й більше. Я не знаю. Я просто бажаю всім успіхів у всіх їхніх починаннях, а сам продовжую жити своїм життям і намагаюся піднімати настрій виродкам. Врешті-решт, я втомився надихати людей. Тепер я маю надихати самого себе, тому що все інше — марна трата часу».
Маконнен також поділився своїми думками про музичну індустрію: «Тут навіть грошей більше немає. Це все брехня. Грошей немає, а усі роблять вигляд, що вони нібито є».
8 лютого 2016 року було оголошено, що разом з Travis Scott і Vic Mensa, Маконнен стане частиною «Wangsquad», рекламної кампанії дизайнера одягу Александра Вана.

### З 2016-го: Вихід з OVO Sound
18 квітня 2016 року Маконнен розійшовся з лейблом Дрейка OVO Sound, заявивши, що «вибір записуватися виключно на Warner Bros. Records був правильним для мене і відповідав моїм інтересам». 7 травня 2016 року Маконнен оголосив, що йде з музики, щоб зосередитися на акторській кар'єрі, але незабаром після цього випустив нову пісню, підтвердивши, що працює над новим проєктом.
У серпні 2017 року Маконнен спільно з Lil Peep працював над альбомом у Лондоні. 17 серпня 2018 року Маконнен анонсував вихід синглу під назвою Falling Down, який він написав у співавторстві, і який є переробленою версією пісні Sunlight On Your Skin, яку він записав разом з Піпом під час сесій у Лондоні. До нової версії включили вже покійного репера XXXTentacion, який записав свої куплети вже після смерті Піпа. Офіційний реліз синглу відбувся 19 вересня 2018 року. Оригінальна версія Sunlight On Your Skin вийшла 27 вересня 2018 року. Після років очікувань, альбом нарешті вийшов 8 вересня 2023 року під назвою Diamonds.

## Особисте життя
20 січня 2017 року Маконнен зізнався у своїй гомосексуальній орієнтації у Твіттері.

## Дискографія

### Студійні альбоми
- 2021 — My Parade
- 2022 — Summer '22
- 2023 — Diamonds (з Lil Peep)

### Мініальбоми
- 2014 — iLoveMakonnen
- 2015 — iLoveMakonnen 2
- 2017 — Fun Summer 17 Vol. 1
- 2018 — iLoveMakonnen X Ronny J (з Ronny J[en])
- 2018 — iLoveAmerica
- 2019 — M3
- 2022 — Stay Hydrated

### Мікстейпи
- 2010 — 5
- 2010 — 6
- 2011 — 3D
- 2011 — 4G
- 2011 — Holiday Special
- 2012 — LTE
- 2012 — A Trillion Light Years
- 2012 — Drink More Water
- 2013 — Drink More Water 2
- 2013 — 3 Suns
- 2014 — Drink More Water 3
- 2014 — Drink More Water 4
- 2015 — Drink More Water 5
- 2015 — Whip It Up (з Rich the Kid)
- 2016 — Drink More Water 6
- 2016 — Red Trap Dragon (з Danny Wolf)
- 2021 — DMW007